# Nepenthes villosa
Nepenthes villosa ist eine fleischfressende Pflanze aus der Gattung Kannenpflanzen (Nepenthes). Sie wurde um 1860 vom Botaniker Joseph Dalton Hooker erstbeschrieben. Das Artepitheton villosa ist dem lateinischen Wort „villosus“ entlehnt, welches „pelzig“ bedeutet und zum einen auf die raue Behaarung der Pflanze anspielt und zum anderen das fransig wirkende Peristom der Kannen beschreibt.

## Beschreibung

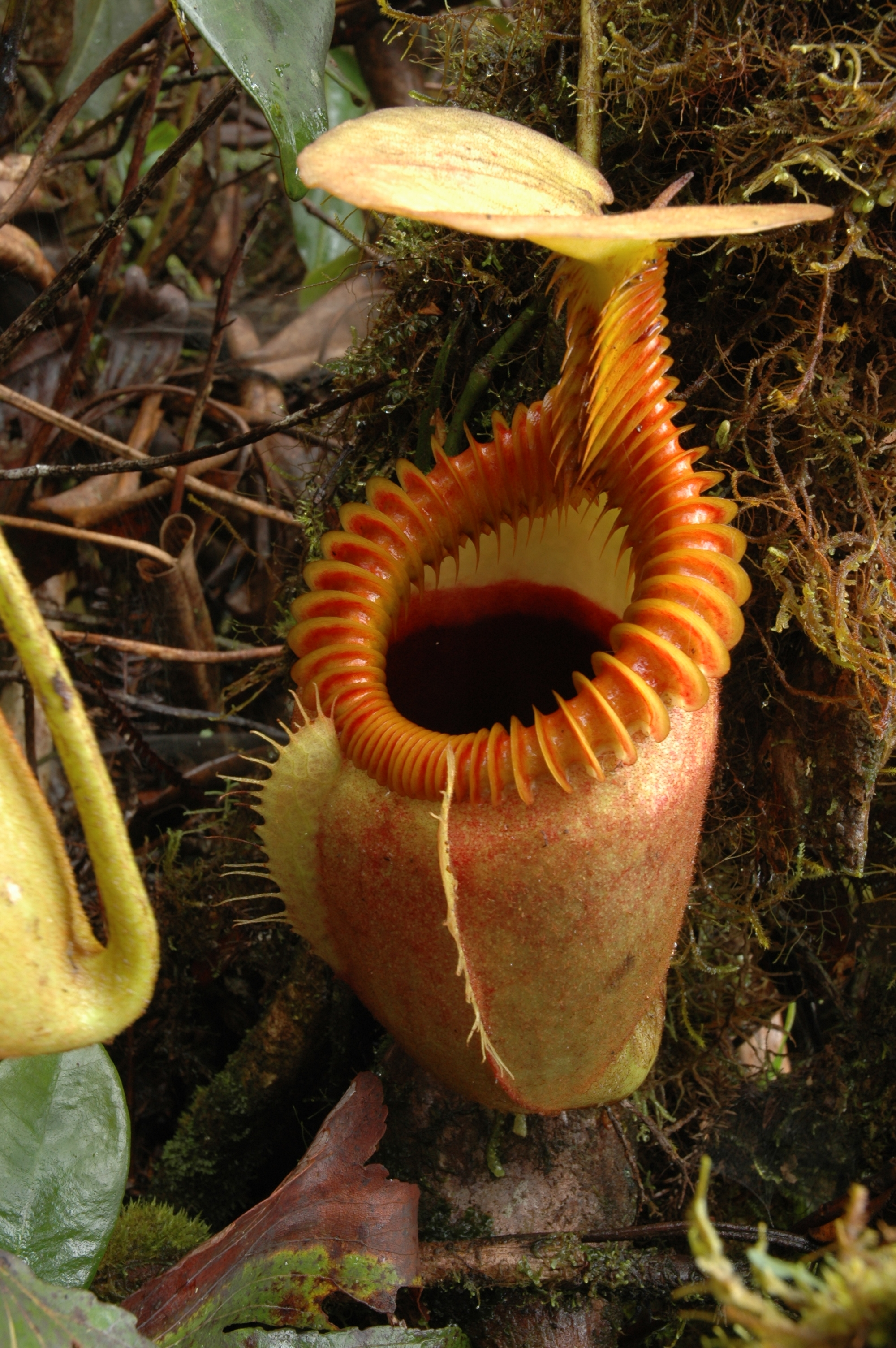
Bodenkanne

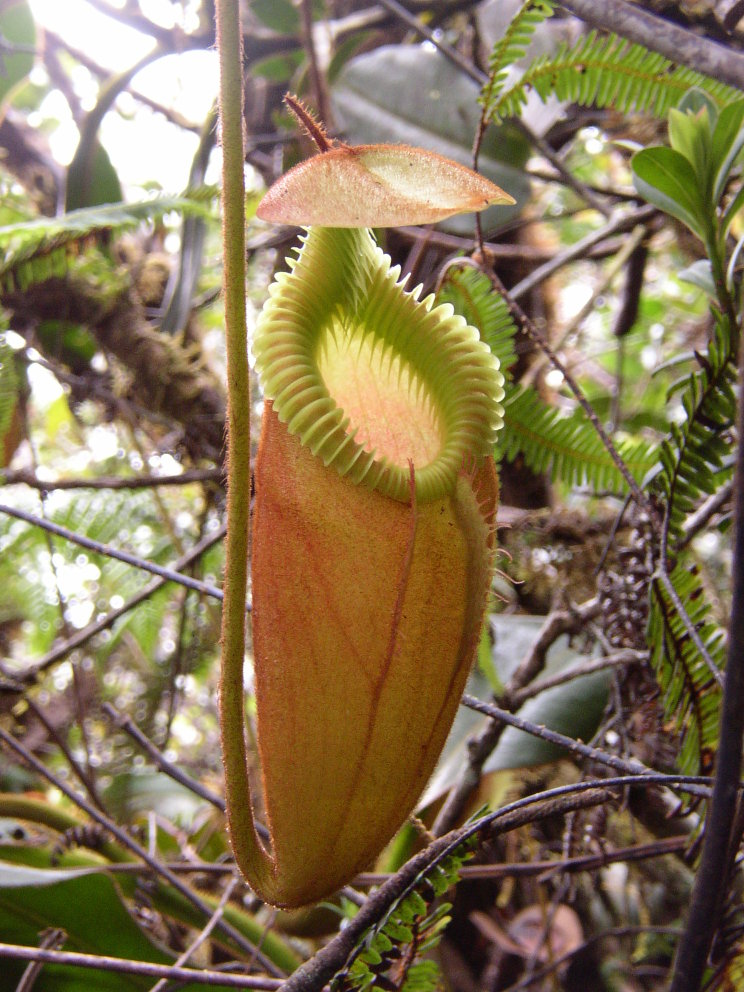
Luftkanne.

Nepenthes villosa ist ein ausdauernder, immergrüner Halbstrauch, der entweder terrestrisch, lithophytisch oder epiphytisch lebt und sich durch kriechenden bzw. kletternden Lianenwuchs auszeichnet. Die Sprossachsen können dabei bis zu 6 Meter lang werden. Im Alter verholzt die Pflanze und treibt aus dem Holz oft Jungtriebe aus. Die Blätter von Nepenthes villosa sind breit-elliptisch und sitzen wechselständig an der Sprossachse. Sie besitzen eine pelzig behaarte Oberfläche und bilden überproportional lange Ranken aus, um die Kannen am Boden abstellen zu können.
Die Kannen von Nepenthes villosa sind paukenförmig und können bis etwa 36 Zentimeter groß werden. Damit gehören sie zu den größten Fallen der Gattung Nepenthes. Das Peristom ist auffallend stark gerippt. Die einzelnen Rippen stehen am inneren Saum des Peristoms krallenartig über. Der Deckel ist spatelförmig und steht meist leicht schräg über der Öffnung. Die Färbung der Kannen ist lichtabhängig, bei voller Sonne werden sie scharlachrot, wobei das Peristom immer deutlich heller und farbintensiver ausfällt. Im Alter können seltene Luftkannen gebildet werden, die deutlich schlanker geformt sind.

### Blütenstand und Blüten
Wie die meisten ihrer Verwandten bildet auch Nepenthes villosa rispige Blütenstände (Infloreszenzen) aus. Die Blüten sind zweihäusig getrenntgeschlechtig (diözisch), an einer Pflanze befinden sich also entweder nur männliche oder nur weibliche Blüten. Die eingeschlechtigen Blüten besitzen fünf Blütenhüllblätter, die grünlich oder – bei vollem Sonnenlicht – dunkelbraun sein können.

## Verbreitung

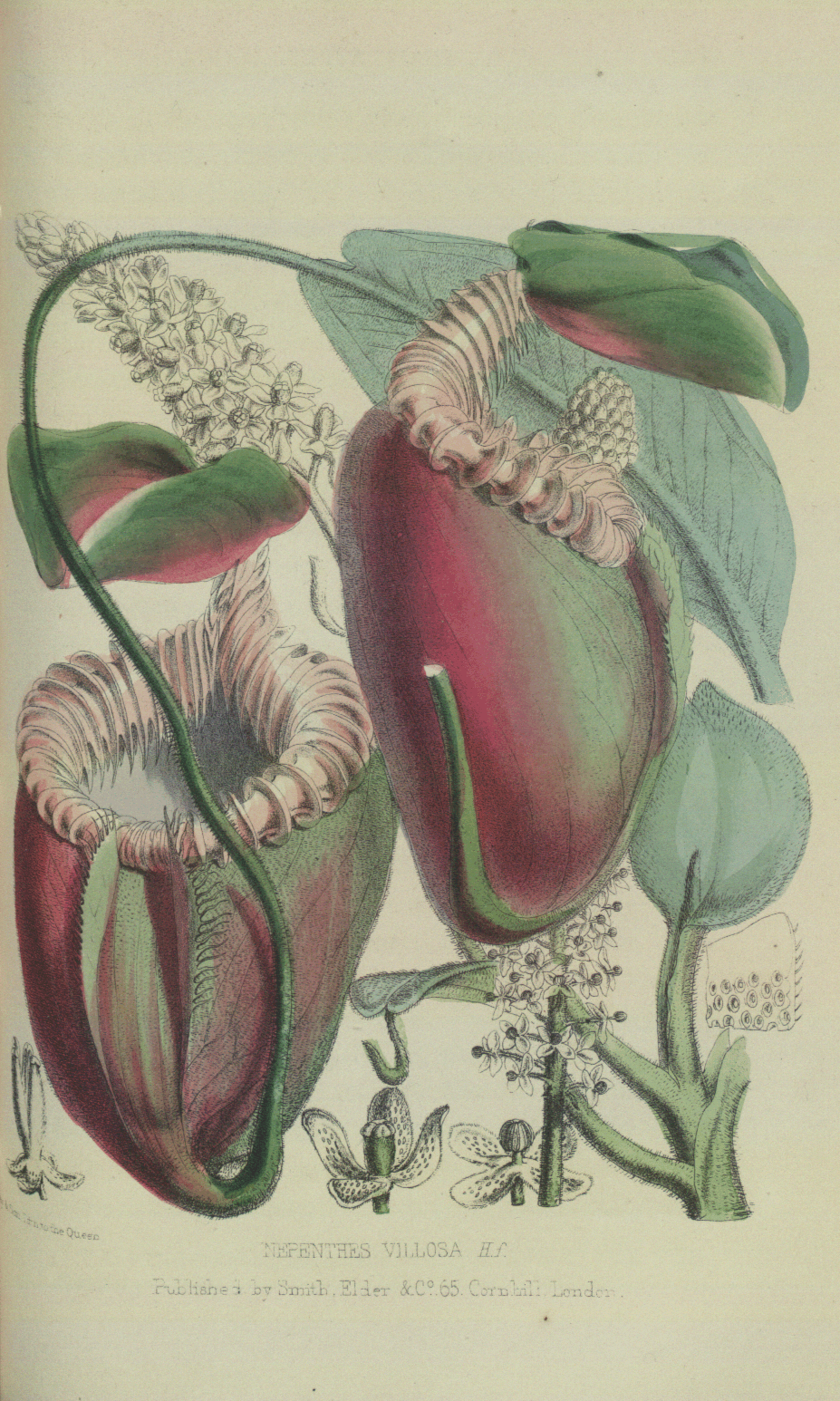
Colorierte Illustration von Nepenthes villosa aus dem Jahr 1860.

Nepenthes villosa ist ausschließlich auf Borneo an den Hängen des Mount Kinabalu in Höhenlagen von 2400 bis 3200 Metern zu finden. Dort wächst sie in moosigen Wäldern oder in offenem Gelände mit Busch- und Grasvegetation auf ultra-basischem Gestein.

## Botanische Geschichte
Nepenthes villosa wurde um 1895 noch mit Nepenthes edwardsiana gleichgestellt, was von Benedictus Hubertus Danser 1928 zunächst noch bestätigt wurde. Der Botaniker John Muirhead Macfarlane hingegen trennte die beiden Arten von jeher.
Die Art ist allerdings eng verwandt mit Nepenthes edwardsiana und Nepenthes macrophylla.

## Gefährdungsstatus
Aufgrund ihrer komplizierten Pflege und ihrer Seltenheit ist Nepenthes villosa ein begehrtes Sammlerobjekt. Zusammen mit der geringen Ausdehnung ihrer natürlichen Areale hat dies dazu geführt, dass Nepenthes villosa durch das Washingtoner Artenschutz-Übereinkommen (CITES) auf Anhang II der Liste der „gefährdeten Arten“ geschützt werden muss. Der Handel mit dieser Art ist ebenfalls verboten.

## Hybriden
Von Nepenthes villosa sind zwei Naturhybriden besonders bekannt: Nepenthes × harryana (Nepenthes edwardsiana × Nepenthes villosa) und Nepenthes × kinabaluensis (Nepenthes rajah × Nepenthes villosa).